# Ponte Jamaraat

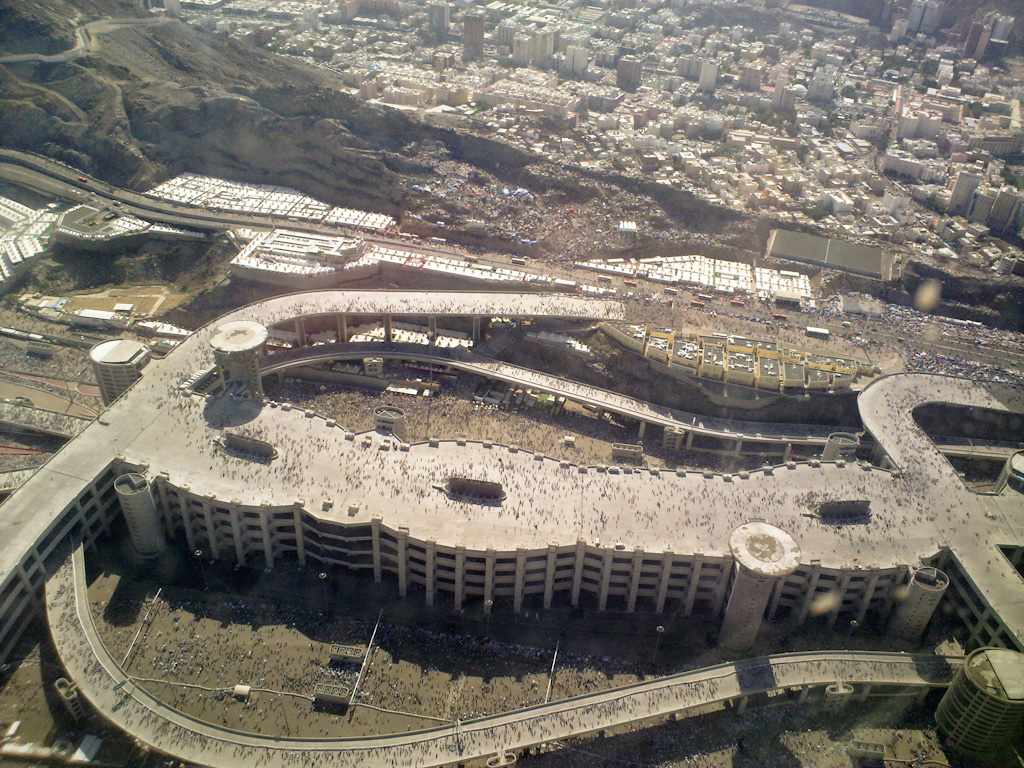
Ponte Jamaraat

Ponte Jamaraat (em árabe: جسر الجمرات; transliterado: Jisr Al-Jamaraat) é uma ponte de pedestres em Mina, Arábia Saudita, perto de Meca. Ela é usada pelos muçulmanos durante o ritual de Apedrejamento do Diabo durante o Haje. O propósito da ponte é permitir que os peregrinos atirem as pedras em três pilares jamrah. Jamaraat é o plural de jamraah, o termo árabe para cada um dos pilares envolvidos no ritual de lapidação. Significa, literalmente, um pequeno pedaço de pedra.